# Knight Rider
Knight Rider je americký televizní seriál, který byl premiérově vysílán v letech 1982–1986 na televizi NBC. Hlavní postavu moderního „rytíře“, který bojuje proti zločinu po boku inteligentního automobilu KITTa ztvárnil David Hasselhoff jako Michael Knight. Seriál byl produkován Glennem A. Larsonem.

## Synopse
Michael Knight, černý stín letící do nebezpečného světa lidí. Michael Knight, neohrožený muž, který jak bájný rytíř stojí po boku nevinných, bezbranných a bezmocných ve světě zločinců pro které neplatí zákon.

## Příběh
V pilotním díle nazvaném "Jako Fénix z popela" je mladý policista Michael Arthur Long zastřelen při pokusu dopadnout Tanyu Walkerovou, ženu ,která ho zradila. Díky tomu, že měl během války ve Vietnamu implantovanou titanovou destičku do hlavy, se kulka zastavila a místo hlavy zničila obličej. Michael byl v poušti zachráněn miliardářem Wiltonem Knightem, jehož lékař Michaelovi zhotovil nový obličej (David Hasselhoff). Umírající Wilton (hraje ho Richard Basehart) poté vysloví přání, aby Michael pokračoval v jeho práci. K tomu účelu jeho lidé sestrojili inteligentní automobil ovládaný mikročipy, který má umělou inteligenci. Jedná se o Knight Industries Two Thousand. Hlas mikroprocesoru se jmenuje KITT. Wilton ale Michaelovi zamlčí, že KITT měl svého předchůdce – byl jím KARR, prototyp, který chrání pouze sebe. Michael, který přijal nové příjmení – Knight se vydal po stopách kumpánů Tanyi a dosáhl své pomsty. Stal se členem Nadace a řidičem KITTa.

## FLAG
FLAG (Foundation for Law and Government) je soukromá nadace založená Wiltonem Knightem. Jejím úkolem je pomáhat zákonným složkám a spravedlnosti. Je to nezávislá společnost, která koná podle svého zájmu. Na její mise je vysílán Michael Knight se svým automobilem KITTem. KITT má na pohled podobu běžného Pontiacu Firebird Trans AM Cobra, ale ve skutečnosti dokáže mnoho věcí, které běžné vozy neumí. Např. skákat přes překážky, mluvit, umí se sám řídit apod. Nadace je řízená ředitelem Devonem Milesem (hraje Edward Mulhare), Angličanem, který byl přítelem a důvěrníkem Wiltona Knighta. Do týmu patří také půvabna kybernetička a mechanička Bonnie Barstowová (hraje ji Patricia McPherson), kterou ve 2.sérii nahradí April (hraje ji Rebecca Holdenová). Ve 4.sérii se připojí ještě RC3 (Reginald Cornelius III) kterého hraje Peter Parros. KITTovi svůj hlas propůjčil v originále William Daniels.

## Michael Knight

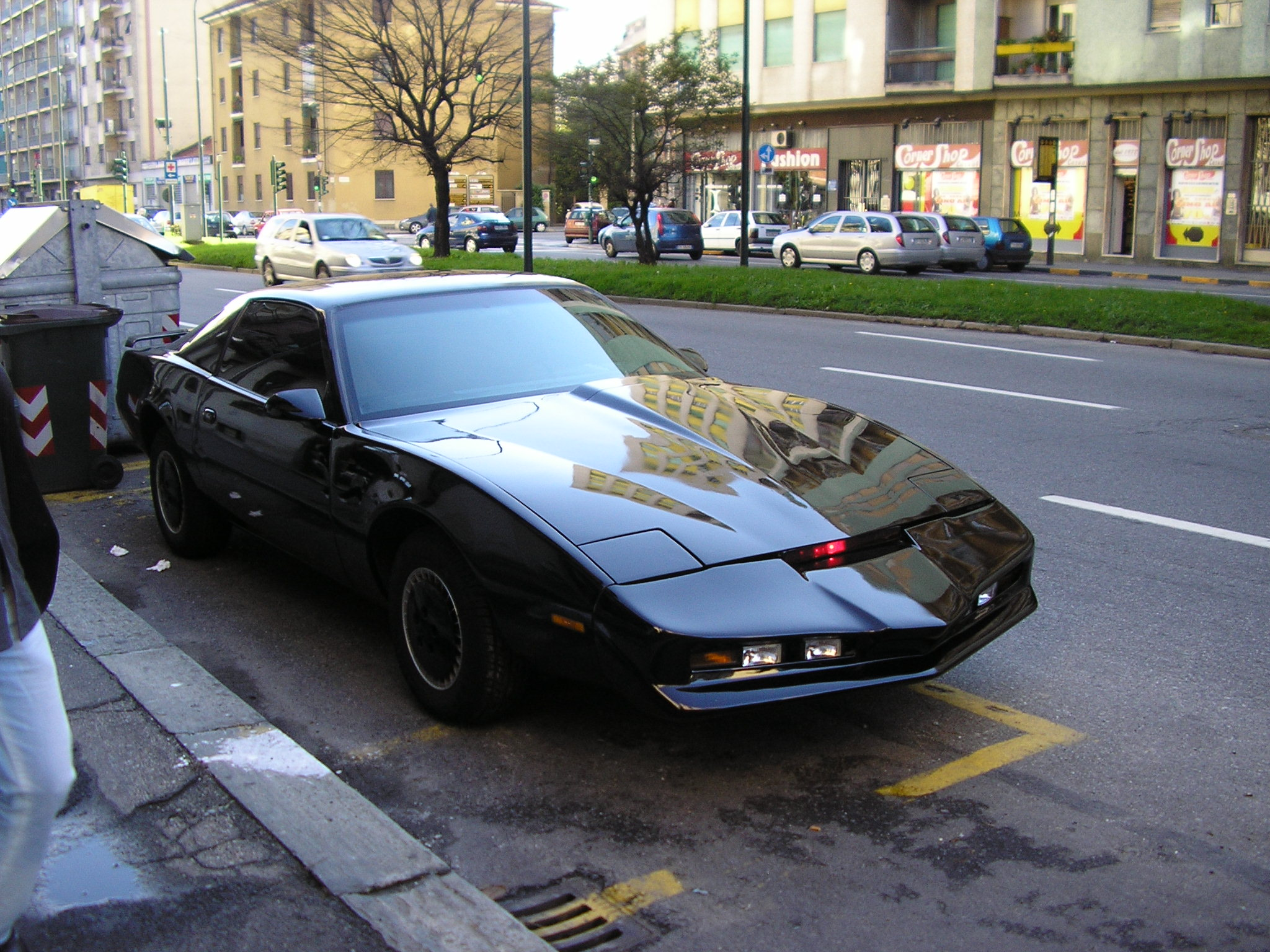
KITT. auto, které používal Michael Knight

Michael Knight byl zvláštní typ hrdiny, moderní rytíř, který se vyhnul násilí v jakékoliv situaci a obecně se zdržel používání střelných zbraní. Ačkoli většina Knightových případů se odehrávala v jižní Kalifornii, kde měl FLAG hlavní stan, operace nebyly omezené pouze na toto místo. Mohl cestovat do jakékoliv části země, kde nastaly potíže; někdy dokonce křižoval hranice do Mexika. FLAG také měl zařízení v Las Vegas a Chicagu. Legální soudní pravomoc FLAGu, jakákoli, byla uvnitř Spojených států. Organizace také vlastnila kamion, nazvaný Semi, který sloužili jako mobilní kancelář a také nabízel technickou podporu pro KITTa.